# 小布施橋
小布施橋（おぶせばし）とは、長野県上高井郡小布施町小布施 - 山王島の千曲川に架かる長野県道66号豊野南志賀公園線の橋長960.34 m（メートル）のトラス橋。

## 概要
供用中の橋は1968年（昭和43年）に開通した。橋長960.34 mは1996年（平成8年）に五輪大橋が開通するまで長野県内最長であった。
- 形式 - 単純鋼下路直弦ワーレントラス橋17連[1][2]
- 橋長 - 960.34 m[4]
  - 最大支間長 - 60.0 m[2]
- 幅員[2]
  - 車線数 - 2車線
    - 車道 - 5.500 m
- 開通 - 1968年（昭和43年）12月4日[3]

小布施橋は大型車同士のすれ違いができず、小布施橋と上流の村山橋との間隔が5.5キロメートル (km)あることから、両者の中間に千曲大橋を架橋する構想がある。
橋近くの千曲川堤防上の桜堤では、長さ4キロメートルにわたり八重桜が植えられている。

## 歴史
1888年（明治21年）に信越本線（現・しなの鉄道北しなの線）が開通したのに際し、小布施の名士が豊野駅と小布施中心地を結ぶ新道を作り、千曲川には山王島の渡し場のあった箇所に長さ218 m、幅2.7 mの舟橋を架橋した。
1915年（大正4年）に木橋が架橋され、1958年（昭和33年）に流失するまで続いた。
1957年（昭和32年）に永久橋の着工が開始されたが延々として工事が進まなかった。地元出身の県議とその系列の代議士が、選挙に利用して計画的に進捗具合を計算しているためというのが専らであった。小布施町長の内山一郎右衛門は業を煮やして、面識の薄い倉石忠雄に直訴、倉石は「私がやっていいのか、よければ一発で完成する。」と内山に確認すると、「不愉快な噂話が流れて、地元は政治不信に陥っている。一挙に解決したい。」と訴え、1962年（昭和37年）6月6日に長さ486.5 mの区間が開通した。1968年（昭和43年）に残る部分を架設し、12月4日に開通した。
1993年（平成5年）3月に幅員1.5 mの歩道橋が完成した。
2018年（平成30年）11月15日に伸縮装置の破損により段差が生じたことで、一時車両通行止めとなった。